# Findelbach
Der Findelbach ist ein Bergbach in den Walliser Alpen bei Zermatt. Er hat eine Länge von rund 8 km. 

## Geographie
Sein Quellgebiet sind der Findelgletscher, die Südseite des Zermatter Rothorns und die Nordseiten des Stockhorn und des Gornergratmassivs. 90 % seines Quellwassers entstammen jedoch dem Findelgletscher. Die Höhe der Quelle liegt auf ca. 2500 m, seine Mündung in Zermatt auf einer Höhe von 1620 m. Zuerst fliesst der Bach durch den Weiler Gant, wo er in die Findelschlucht eintritt, durchfliesst die Schlucht, fliesst am Weiler Findeln, der den Namen vom Bach erhielt, vorbei und fliesst danach in die Matter Vispa, die das Mattertal zur Rhone entwässert.